# تپه چوپوق لی
تپه چوپوق لی در شهرستان قزوین، بخش کوهین، روستای کیخنان واقع شده و این اثر در تاریخ ۲۵ اسفند ۱۳۸۰ با شمارهٔ ثبت ۵۵۳۷ به‌عنوان یکی از آثار ملی ایران به ثبت رسیده است.